# Sameehg Doutie
Sameehg Doutie (Kaapstad, 31 mei 1989) is een Zuid-Afrikaanse voetballer die als middenvelder of rechtsbuiten speelt. Hij begon bij Ajax Cape Town en liep in de voorbereiding op het seizoen 2007/2008 samen met zijn clubgenoot Thembinkosi Fanteni stage bij AFC Ajax. In het seizoen 2011/12 speelde hij bij Orlando Pirates FC en vervolgens speelde hij tot 2015 voor Supersport United dat hem ook verhuurde aan Bidvest Wits. In 2015 en 2016 speelde Doutie in de Indian Super League voor Atlético de Kolkata. In 2017 speelde hij weer kort voor Ajax Cape Town en ging daarna weer in India voor Jamshedpur spelen.
Met Zuid-Afrika nam Doutie deel aan het wereldkampioenschap voetbal onder 20 - 2009.

## Carrière
| Seizoen | Club               | Land        | Competitie            | Wedstrijden | Doelpunten |
| ------- | ------------------ | ----------- | --------------------- | ----------- | ---------- |
| 2007/08 | Ajax Cape Town     | Zuid-Afrika | Premier Soccer League | 6           | 0          |
| 2008/09 | Ajax Cape Town     | Zuid-Afrika | Premier Soccer League | 24          | 2          |
| 2009/10 | Ajax Cape Town     | Zuid-Afrika | Premier Soccer League | 19          | 2          |
| 2010/11 | Ajax Cape Town     | Zuid-Afrika | Premier Soccer League | 20          | 5          |
| 2011/12 | Orlando Pirates FC | Zuid-Afrika | Premier Soccer League | 4           | 0          |
| Totaal  |                    |             |                       | 73          | 9          |